# 孟继尧
孟继尧（？—），男，中华人民共和国政治人物，曾任中共云南省委常委、组织部部长，云南省政协副主席，第十届全国政协委员。